# Helí
Helí  (en hebreo:עלי Ely "exaltar [a Yahveh]", en griego:Ἠλί Ēli, en latín: Heli) es un personaje bíblico mencionado en la Genealogía de Jesús del Evangelio de Lucas como el abuelo de Jesús. En Lucas, Helí aparece mencionado como el padre de José y el hijo de Matat.

Jesús, cuando comenzó su ministerio, tenía unos treinta años de edad, siendo el hijo (como se creía), de José, de Helí, de Matat, de Leví [...]
Lucas 3:23-24

El Evangelio de Mateo también menciona a un "Matthan" similar, como abuelo de José, los dos evangelios no coinciden en cuanto al nombre del padre de José (en Mateo, se identifica como "Jacob"). Esta y otras discrepancias genealógicas en los ancestros de Matthan / Matat, han dado lugar a numerosos intentos de reconciliar las dos genealogías, con diversos grados de plausibilidad.

## Dos genealogías de Jesús
Puesto que José no puede ser a la vez "nacido de Jacob", descendiente de Salomón (según Mateo 1), y también "de Helí", descendiente de otro de los hijos de David, Nathan (según Lucas 3), se han propuesto varias explicaciones en el sentido que la genealogía que brinda Lucas en realidad es la de María. Esta teoría es relativamente moderna, los defensores de este punto de vista incluyen a Juan Damasceno (siglo VIII), Annio (siglo XV), Lutero, Bengel y Lightfoot. Harry A. Ironside (1930) estimó que se trataba simplemente de la costumbre de eliminar los nombres de las mujeres de la genealogía, de ahí que José era yerno de Helí. El Talmud de Jerusalén también habla de María como hija de Helí.
Con anterioridad a la explicación anterior, la explicación de Sexto Julio Africano era que se había producido un levirato y que Matán abuelo de José (descendiente de Salomón) había tenido una esposa llamada "Esther" (no inscrita en la Biblia), con quien engendró a Jacob (padre de José), pero Matán murió y Esther se casó con el padre de Helí, Melqui (descendiente de Nathan). Luego, cuando Helí murió sin hijos (de nuevo no se registra en la Biblia) Jacob el padre de José tomó la esposa de Helí para criar hijos para Helí y por lo tanto José quedó adoptado en la casa de la viuda de Helí.
Otra posibilidad es que, dado que tanto Helí y Jacob tienen padres cuyos nombres son similares (Matthan en el caso de Mateo, y Matthat en el de Lucas), una diferencia que puede explicarse fácilmente por un error, que el nombre Helí y Jacob se refieren a la misma persona. Mateo se basó en gran medida en ensamblar las profecías existentes con la narrativa, en el Antiguo Testamento, Jacob (el último de la patriarcas bíblicos) también tuvo un hijo llamado José. Esta explicación podría funcionar para el caso Helí / Jacob, pero no para las genealogías anteriores.

## La maldición de la línea salomónica
Si se invierte la hipótesis, y la genealogía que presenta Mateo es la de María, y la que menciona Lucas es la de José, entonces hay un problema con la maldición sobre la línea de descendencia salomónica, dicha maldición se remonta a la época de Jeconías cuando Jeremías dice que ningún descendiente de Jeconías volverá a sentarse en el trono de Israel.  Aunque Israel tuvo al menos un descendiente de Salomón, Zorobabel como gobernador bajo los persas, Zorobabel nunca fue coronado rey.

## Joaquín y Ana
El apócrifo Protoevangelio de Santiago da la historia de Joaquín y Ana como los padres de María. Esto es seguido en gran medida en la tradiciones católica, ortodoxa y anglicana.
Se ha argumentado que Helí, Eliaquim y Joaquín son versiones del mismo nombre.